# 粗雕裂螺
粗雕裂螺（学名：Emarginula concinna），是原始腹足目裂螺科边罅螺属的一种。主要分布于中国大陆、台湾，常栖息在潮间带岩礁区。